# Argyreia strigosa
Argyreia strigosa är en vindeväxtart. Argyreia strigosa ingår i släktet Argyreia och familjen vindeväxter.

## Underarter
Arten delas in i följande underarter:
- A. s. minor
- A. s. obovata
- A. s. strigosa